# Frondorf (Wüstung)
Frondorf ist eine Wüstung bei Eisenbach (Taunus).

## Lage
Die Wüstung Frondorf lag auf einer Höhe von 307 m über NN in der Gemarkung Eisenbach der Gemeinde Selters (Taunus) nahe dem heutigen Hof zu Hausen am Hauser Bach. Die Flurnamen Frondorfer Berg und Frondorfer Born erinnern heute noch an den untergegangenen Ort.

## Geschichte
Frondorf wurde 1189 erstmals urkundlich erwähnt. Weitere Namensformen waren Vrondorp (1189) und Fronendorf. Nach dem Ort benannte sich ein niederadliges Geschlecht von Frondorf. Frondorf war 1380/81 noch bewohnt, aber 1534 und sicher auch 1454 schon wüst gefallen.